# Jianhuan Zhu
Jianhuan Zhu (China, 29 de mayo de 1963) es un atleta chino, especializado en la prueba de salto de altura en la que llegó a ser medallista de bronce del mundo en 1983 y plusmarquista mundial durante más de dos años, desde el 11 de junio de 1983 al 11 de agosto de 1985; su mejor marca fue de 2.39 metros.

## Carrera deportiva
En el Mundial de Helsinki 1983 ganó la medalla de bronce en salto de altura, con un salto de 2.29 metros, tras el soviético Hennadiy Avdyeyenko (oro con 2.32 metros) y el estadounidense Tyke Peacock (plata con 2.32 metros).
Al año siguiente, en los JJ. OO. de Los Ángeles 1984 ganó el bronce, con un salto de 2.31 m, tras el alemán Dietmar Mögenburg (oro con 2.35 metros) y el sueco Patrik Sjöberg (plata con 2.33 metros)